# آق جنغل
آق جنغل هي بلدة في مقاطعة كسبي في ولاية قشقداريا في أوزبكستان.